# خوشه پردازنده گرافیکی
خوشه پردازنده گرافیکی یا خوشه GPU (به انگلیسی: GPU cluster) یک خوشه کامپیوتر (Computer cluster) است که در آن هر گره به یک واحد پردازش گرافیکی (GPU) مجهز است. با بهره بردن از توان محاسباتی پردازنده‌های گرافیکی مدرن از طریق محاسبات همه منظوره روی واحدهای پردازش گرافیکی (GPGPU)، محاسبات بسیار سریعی را می توان با یک خوشه GPU انجام داد.

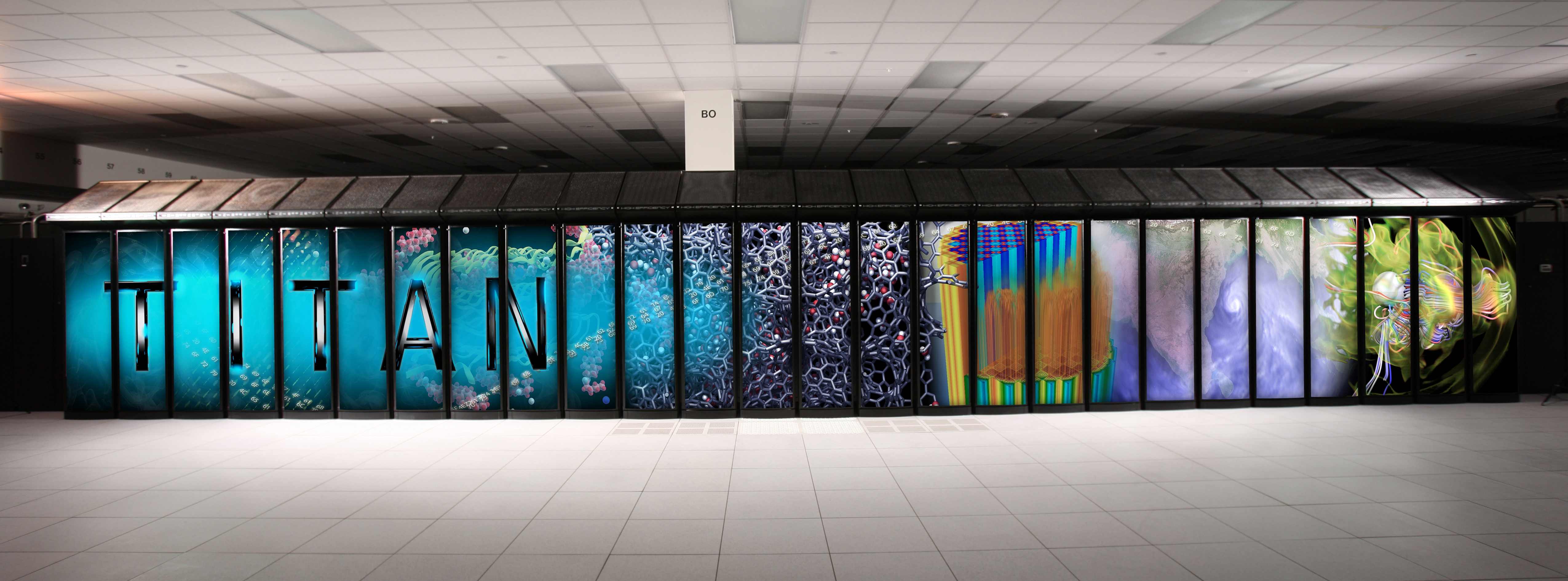
تایتان ، اولین ابررایانه ای که از پردازنده گرافیکی استفاده می کند.

## سخت افزار (واحد پردازش گرافیکی)
طبقه بندی سخت افزاری خوشه‌های GPU شامل دو دسته می‌شود: ناهمگن و همگن.
ناهمگن
در این دسته، سخت افزار هر دو IHV اصلی (AMD و Nvidia) قابل استفاده است. حتی اگر مدل‌های مختلفی از یک GPU استفاده شود (برای مثال 8800GT در کنار 8800GTX)، خوشه GPU ناهمگن در نظر گرفته می‌شود.
همگن
در این دسته همه پردازنده‌های گرافیکی از کلاس سخت افزاری، ساخت و مدل مشابه هستند. (برای مثال یک خوشه همگن متشکل از صد 8800GT، همگی با مقدار حافظه یکسان)
طبقه بندی یک خوشه GPU بر اساس معیار بالا تا حد زیادی به توسعه نرم افزار  روی خوشه کمک می‌کند، زیرا GPUهای مختلف دارای قابلیت‌های متفاوتی هستند که می‌توان از آنها استفاده کرد.

## سخت افزار (سایر)
اتصالات داخلی
علاوه بر گره‌های کامپیوتری و پردازنده‌های گرافیکی مربوط به آنها، برای انتقال داده بین گره‌ها، به اتصالی با سرعت کافی نیاز است. نوع اتصال تا حد زیادی به تعداد گره‌های موجود بستگی دارد. برخی از نمونه‌های اتصالات داخلی عبارتند از Gigabit Ethernet و InfiniBand.
فروشندگان
NVIDIA لیستی از Tesla Preferred Partner (TPP)های اختصاصی با قابلیت ساخت و ارائه یک خوشه GPU کاملاً پیکربندی شده با استفاده از GPGPUهای سری ۲۰ تسلا ارائه می دهد. AMAX Information Technologies ، Dell ، Hewlett-Packard و Silicon Graphics تعدادی از معدود شرکت‌هایی هستند که خط کاملی از خوشه‌ها و سیستم‌های GPU را ارائه می دهند.

## نرم افزار
مؤلفه‌های نرم‌افزاری لازم برای اینکه چندین ماشین مجهز به پردازنده گرافیکی به طور واحد عمل کنند، عبارتند از:
1. سیستم عامل
2. درایور پردازنده گرافیکی برای هر نوع GPU موجود در هر گره خوشه.
3. API خوشه بندی (مانند رابط عبور پیام (MPI)).
4. پلت فرم خوشه‌ای VirtualCL (VCL)  یک wrapper برای OpenCL است که به اکثر برنامه های اصلاح نشده اجازه می دهد تا به طور شفاف از چندین دستگاه OpenCL در یک خوشه استفاده کنند، مانند اینکه همه دستگاه‌ها در رایانه محلی هستند.

## نگاشت الگوریتم
نگاشت یک الگوریتم برای راه اندازی یک خوشه پردازنده گرافیکی تا حدودی شبیه به نگاشت یک الگوریتم برای اجرا در یک خوشه کامپیوتری مرسوم است.
مثال: به جای توزیع قطعات یک آرایه از RAM، یک بافت (texture) بین گره‌های خوشه پردازنده گرافیکی تقسیم می‌شود.